# BAP
BAP ist eine Kölschrockband um den Frontmann Wolfgang Niedecken und eine der erfolgreichsten deutschsprachigen Rockbands. Bis 1981 trat die Mundart-Band unter dem Namen Wolfgang Niedecken’s BAP auf, danach bis 2014 als BAP, seitdem nennt sie sich Niedeckens BAP.
Von den 27 BAP-Alben erreichten 22 die Top Ten, davon belegten 13 Platz eins der deutschen Charts. Damit übertraf BAP die Rekordmarke der Beatles von zwölf Nummer-eins-Alben in den deutschen Albumcharts.

## Gründung und Bandname

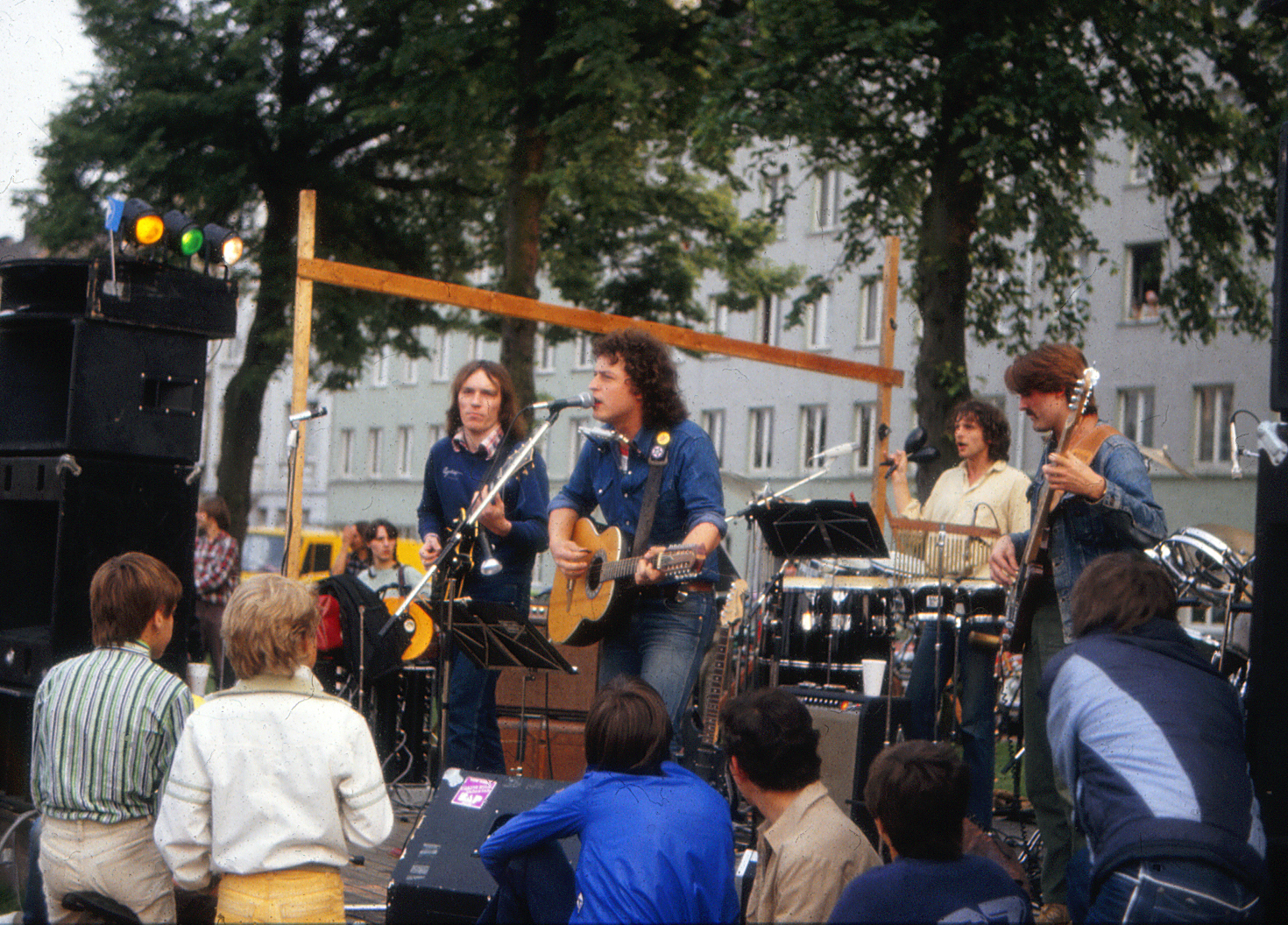
BAP (1980)

Die Gruppe um den Sänger und Songschreiber Wolfgang Niedecken besteht seit 1976. Die Band traf sich zu Beginn in wechselnder Besetzung, um „einen Kasten Bier leerzuproben“. Der erste Auftritt fand im Juli 1977 im Mariensaal in Köln-Nippes mit zwei akustischen Gitarren (Wolfgang Niedecken, Hans Heres) und Perkussion (Afro Bauermann) statt. Das erste Album, Wolfgang Niedecken’s BAP rockt andere kölsche Leeder, erschien im November 1979.
Die Band bestand zu dieser Zeit neben dem Kölner Gelegenheitsmusiker und Kunststudenten Niedecken aus Hans „Honçe“ Heres, Wolfgang „Gröön“ Klever, Manfred „Schmal“ Boecker, Wolfgang „Wolli“ Boecker und Bernd Odenthal. Die zweite LP Affjetaut folgte 1980, wie die Debütplatte noch unter der Bezeichnung Wolfgang Niedecken's BAP, da sich Niedecken bereits als Solo-Künstler mit Gitarre und Mundharmonika als „Bob Dylan der Südstadt“ und als Maler einen Namen gemacht hatte; beide Platten wurden beim Kölner Independent-Label Eigelstein Musikproduktion veröffentlicht.
Der Bandname BAP entstand aus dem Spitznamen Niedeckens, der ursprünglich seinen Vater so nannte. Diese Aussprache von Papa kommt aus dem Unkeler Platt, woher die Familie Niedecken stammt. Weil sie vom kölschen „Papp“ abwich, wurde „Bapp“ zu Wolfgang Niedeckens Spitznamen. Als der erste Auftritt geplant wurde, für den mit einem Plakat geworben werden sollte, musste ein Bandname gefunden werden. Hans Heres schlug dem Veranstalter vor, „BAPP“ zu nehmen. Da sich die Bandmitglieder aber nach einem Ratschlag von Niedeckens Studienfreund Christian Maiwurm einig waren, dass „BAPP“ mit zwei „P“ geschrieben auf der Bassdrum nicht gut ausgesehen hätte, wurde ein „P“ gestrichen.

## Stil
Der musikalische und inhaltliche Stil der BAP-Songs wird wesentlich von Bob Dylan, den Kinks und den Rolling Stones geprägt. Auch Bruce Springsteen, mit dem Niedecken befreundet ist, gilt als wichtiger Orientierungspunkt für BAP. Die Texte, auch politisch engagiert wie etwa bei Kristallnaach (1982), beschäftigen sich oft mit gesellschaftlichen oder persönlichen Problemen.

## Geschichte

### Ende der 1970er und die 80er Jahre
1979 fanden, noch unter dem anfänglichen Bandnamen Wolfgang Niedecken’s BAP, erste Auftritte außerhalb von Köln und der näheren Umgebung statt. In überregionalen Medien präsent war BAP u. a. im Dezember 1980 im Rahmen der Abschlusssendung der WDR-Jugendreihe Radiothek, die live im Hörfunkprogramm WDR 2 übertragen wurde und von der Ausschnitte später auf einer Bootleg veröffentlicht wurden.
Im Mai 1982 machte BAP die erste professionell organisierte Deutschlandtournee. Im Mittelpunkt standen Songs des Albums Für Usszeschnigge!, das 1981 das erste Album beim neuen Major-Label EMI-Electrola war. Für den Wechsel von Eigelstein Records zu EMI musste BAP in der lokalen Kultur-Szene Kritik einstecken. Für Usszeschnigge! erreichte Platz eins in den deutschen Albumcharts.
Im Sommer 1982 folgten verschiedene Auftritte im Rahmen von Großveranstaltungen und Fernsehproduktionen: Rockpop In Concert für das ZDF in der Dortmunder Westfalenhalle 1, Demonstration gegen die Nachrüstung der NATO im Juni 1982 (Zehnter Juni) auf den Bonner Rheinwiesen, Vorprogramm der Rolling Stones im Juli 1982 im Müngersdorfer Stadion in Köln und im August 1982 als erste deutsche Band bei einem Festival des WDR-Rockpalastauf der Loreley-Freilichtbühne.
Nach Erscheinen des vierten Albums Vun drinne noh drusse war die Band zwischen Oktober 1982 und Oktober 1983 sieben Monate lang unterwegs. Neben Deutschland standen Konzerte in Österreich, der Schweiz und den Benelux-Ländern auf dem Programm. Insgesamt wurden etwa 130 Auftritte gespielt. Die Tournee endete mit einem Konzert im Kölner Stollwerck. Das vom Abriss bedrohte Bürgerhaus erhielt die Einnahmen dieses Konzerts zur Finanzierung seiner weiteren Arbeit. Im Mai 1983 spielte BAP auf einem Festival im niedersächsischen Schüttorf im Vorprogramm von Rod Stewart und im Oktober 1983 auf einer weiteren Großdemonstration gegen die NATO-Nachrüstung im Bonner Hofgarten.
Für den Januar 1984 war – nach langen Verhandlungen mit der staatlichen Künstleragentur – eine Tournee mit 14 Konzerten in 13 Städten in der DDR geplant. Im Vorfeld der Tour zeichnete das DDR-Fernsehen ein Interview mit Niedecken inklusive zweier Unplugged-Versionen von BAP-Songs auf. Die Sendung wurde sinnentstellend verkürzt gesendet. So entschloss sich Niedecken, einige politische Statements, die der Band wichtig waren, in einem eigenen Lied darzustellen. Es wurde als Deshalv spill’ mer he (deutsch „Deshalb spielen wir hier“) betitelt und erstmals auf dem letzten „West-Konzert“ vor der geplanten DDR-Tour in Wolfsburg gespielt.
Als die Band bereits in Berlin im Hotel Unter den Linden war, gab es am Vorabend des im Rahmen der Veranstaltung Rock für den Frieden geplanten ersten Konzerts heftige Auseinandersetzungen mit der DDR-Seite über dieses Lied. Als die Band sich weigerte, es von der Setlist zu nehmen, kam es zum Eklat. Die Tournee wurde abgebrochen, bevor das erste Konzert auf dem Boden der DDR gespielt werden konnte. In der Übertragung des DDR-Fernsehens von der Veranstaltung Rock für den Frieden im Berliner Palast der Republik, zu dem BAP geladen gewesen war, gab der Moderator als Begründung ihrer Absage an, dass die Band „nicht unter dem Symbol der weißen Taube auf blauem Grund auftreten“ wolle. Andere Quellen führen als Grund die Liedzeile von der Clique, die sich Volksvertreter nennt an.
Die Tournee zum Album Zwesche Salzjebäck un Bier begann im Juni 1984 mit zwei Konzerten im Archäologischen Park in Xanten. Sie wurden vom ZDF aufgezeichnet und später in einer Zusammenfassung gesendet. Die Tour dauerte bis zum Februar 1985 und übertraf, gemessen am Publikumserfolg, die Tournee von 1982/83. Im März 1986 begann in Lohmar bei Köln die Tournee Ahl Männer, aalglatt. BAP spielte zunächst einige Konzerte im ländlichen Raum, bevor die Band in der Essener Grugahalle bei der 17. und letzten Rockpalast Nacht auftrat. Von April bis Juli 1986 folgten zahlreiche weitere Konzerte. Die Heimspiele der Kölner Band fanden erstmals in der bis zu 8000 Zuschauer fassenden Kölner Sporthalle statt, der damals größten Veranstaltungshalle der Stadt. Christian Schneider erweiterte das Line-Up als Gast.
Nach dem Ende der Tournee legte BAP eine kreative Pause ein, u. a. bedingt durch bandinterne und künstlerische Meinungsverschiedenheiten. Niedecken nutzte die Auszeit zur Veröffentlichung seines Albums Schlagzeiten und zu einigen Solokonzerten. BAP stand erst im September 1987 bei zwei Festivals wieder auf der Bühne, um sich auf eine Tournee durch China vorzubereiten. Diese Tournee ist im Buch BAP övver China dokumentiert. Im September 1988 trat BAP im Rahmen des Werner-Rennens auf dem schleswig-holsteinischen Flugplatz Hartenholm auf.
Das Album Da Capo wurde von Oktober bis Dezember 1988 im Rahmen einer ausgedehnten Hallentournee präsentiert. Niedecken schrieb eine kölsche Version des Songs Biko von Peter Gabriel, die live gespielt wurde und auch 2006 auf einer Zusatz-CD zur Neuveröffentlichung des Albums erschien. 1989 spielte BAP im Rahmen einer Tournee auch in Moskau und Wolgograd.

### 1990er Jahre
Im Januar 1991 spielte die Band in den neuen Ländern. Anschließend ging BAP in Westdeutschland auf Club-Tour und absolvierte zumeist in kleinen Hallen eine Reihe von Auftritten. Das Konzert im Kölner E-Werk wurde aufgezeichnet und später auf dem Album … affrocke!! veröffentlicht. Im Mai und Juni 1991 folgte eine Tournee durch die größten deutschen Konzerthallen und bei verschiedenen Open-Air-Festivals. Im Vorprogramm gastierte Julian Dawson. Nach wie vor war die Nachfrage in der BAP-Hochburg Köln groß, während in einigen anderen Städten die Zuschauerzahlen hinter den Erwartungen zurückblieben.
Das Album Pik Sibbe erschien 1993, und im Frühjahr 1994 folgte wieder eine erfolgreiche Tour. Die Tournee zum Album Amerika begann im November 1996. Der Tourneestart in Koblenz wurde für die Fernsehsendung WDR-Rockpalast aufgezeichnet. Mit dem Ausstieg des Bassisten Steve Borg und des Perkussionisten und Gründungsmitglieds Manfred „Schmal“ Boecker verließen zwei Musiker die Band, die BAP über viele Jahre mitgeprägt hatten.
1999 trennten sich der Lead-Gitarrist Klaus „Major“ Heuser und der Keyboarder Alexander „Effendi“ Büchel von der Band. Zu den Gründen für den Ausstieg Heusers, der etwa die Musik für den BAP-Akustiktitel Do kanns zaubere komponierte, sagte Niedecken rückblickend im März 2011:

„Der Major ist ein toller Gitarrist. Aber er wollte, dass BAP international ausgerichteten Radio-Pop spielt. Ich wollte beim Kölsch-Rock bleiben. Beide Positionen waren nicht vereinbar. Ich bin ihm dankbar, dass er selbst gegangen ist. Ich hätte ihn nämlich nie rausgeschmissen.“

Als Neuzugang an den Keyboards stieg Michael Nass bei BAP ein, der in den 1980er Jahren in der DDR-Musikszene aktiv gewesen war, u. a. bei P 16 und später in Liselotte Rezniceks Frauenband Mona Lise. Von 1992 bis 1998 spielte er in Gundermanns Begleitband Seilschaft. Neuer Gitarrist wurde Helmut Krumminga.

### 2000er Jahre

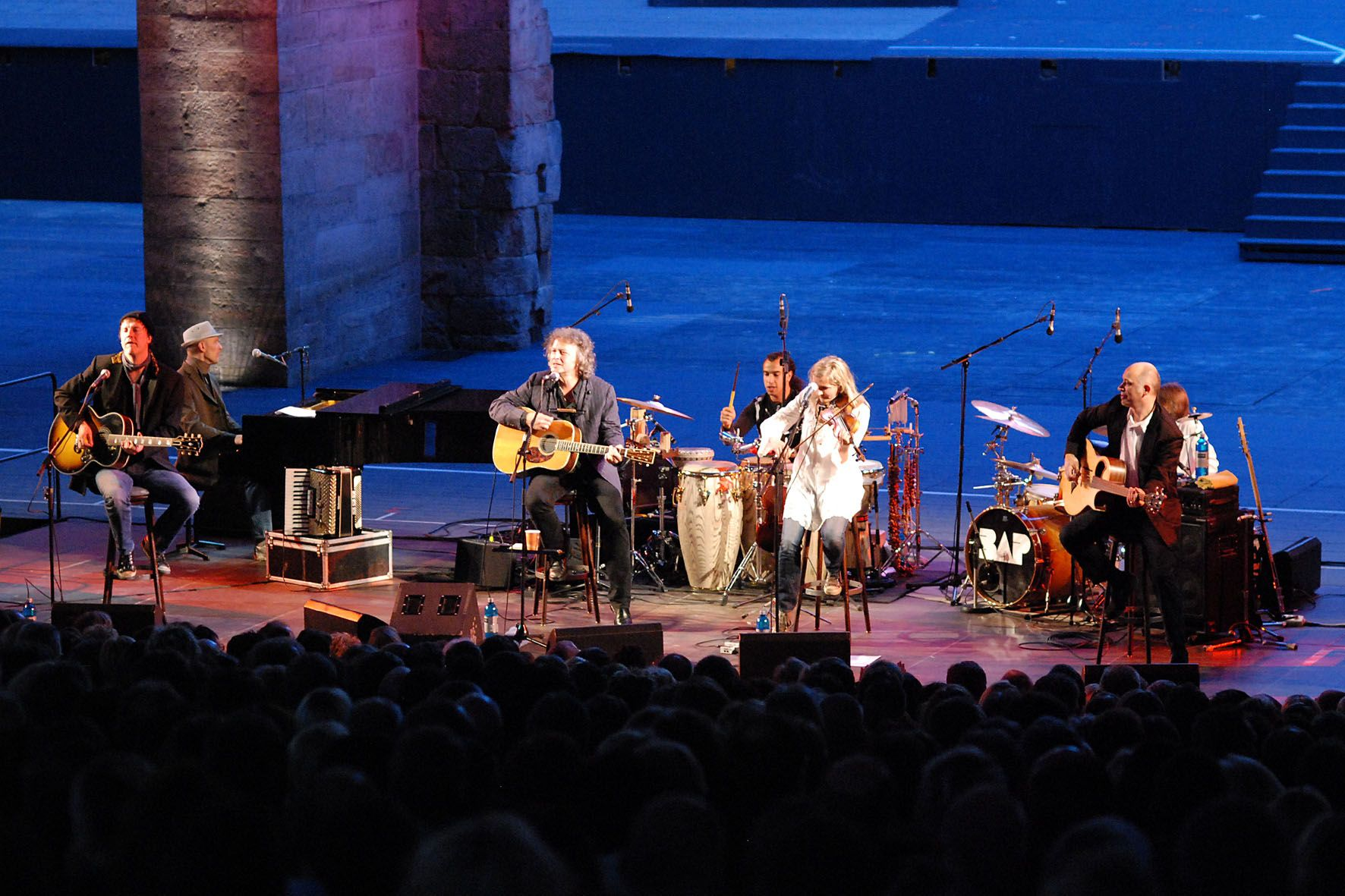
BAP (2009)

Im Sommer 2001 gab BAP vor der eigentlichen Aff un zo-Tour ab Herbst 2001 zwei Vorabkonzerte, darunter das Konzert an der toten Brücke (So-da-Brücke) in Euskirchen, das auch vom WDR aufgezeichnet und wenige Tage später in der Sendung Rockpalast gesendet wurde. Das Album selbst stieg wie der Vorgänger Tonfilm auf Platz eins in die deutschen Charts ein.
Im Januar 2006 war die Kölnarena zwar anlässlich des Starts der Jubiläumskonzerte zum 30-jährigen Bestehen der Band mit 25.000 Zuschauern an zwei aufeinander folgenden Tagen fast ausverkauft, bei anderen Auftritten hatte man sich hingegen von vornherein durch die Wahl kleinerer Konzertorte angepasst. Auch das im Mai 2008 erschienene Album Radio Pandora stieg auf Platz eins in die deutschen Charts ein. Im Winter 2008 startete die Tournee dazu, sie dauerte bis zum Sommer 2009, wobei die Band von Anne de Wolff (Violine, Bratsche, Gesang) und teilweise von Rhani Krija (Perkussion) begleitet wurde.

### 2010er Jahre

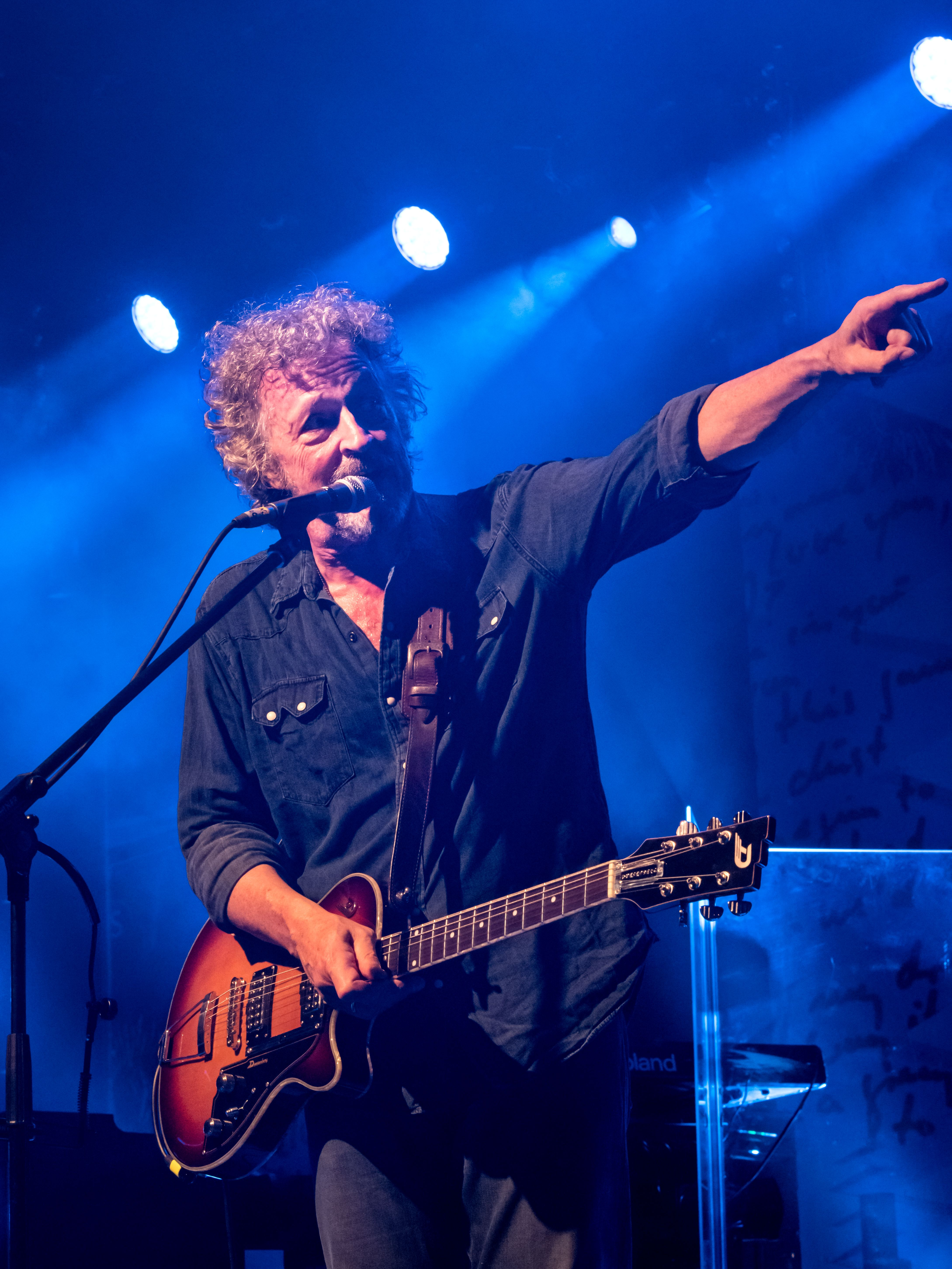
Frontmann Wolfgang Niedecken (2016)

Für November 2011 war der Start einer Tournee geplant, der wegen eines Schlaganfalls von Niedecken auf Anfang Mai 2012 verschoben wurde. Im Sommer 2013 fand die BAP Extratour mit Auftritten in Deutschland, Österreich, der Schweiz und Belgien statt.
2014 führte die Zieht-den-Stecker-Tour durch über 50 Städte. Nachdem Helmut Krumminga die Band aus persönlichen Gründen verlassen hatte, wurde Ulrich Rode neuer Gitarrist. Im September 2014 gab der Schlagzeuger Jürgen Zöller bekannt, nach 27 Jahren aus der Band auszusteigen. Anschließend verkündete Niedecken, dass die Zeit der festen Bandbesetzungen bei BAP vorbei sei und die Gruppe künftig unter dem Namen Niedeckens BAP aus einem Pool von Musikern bestehen werde.
Nach Veröffentlichung des 17. Studioalbums Lebenslänglich im Januar 2016 ging die Band ab Mai 2016 anlässlich ihres 40-jährigen Bestehens auf Jubiläumstour. Nach einem weiteren Soloalbum Niedeckens startete die Band 2018 eine Tour, die 2019 fortgesetzt wurde.

### 2020er Jahre

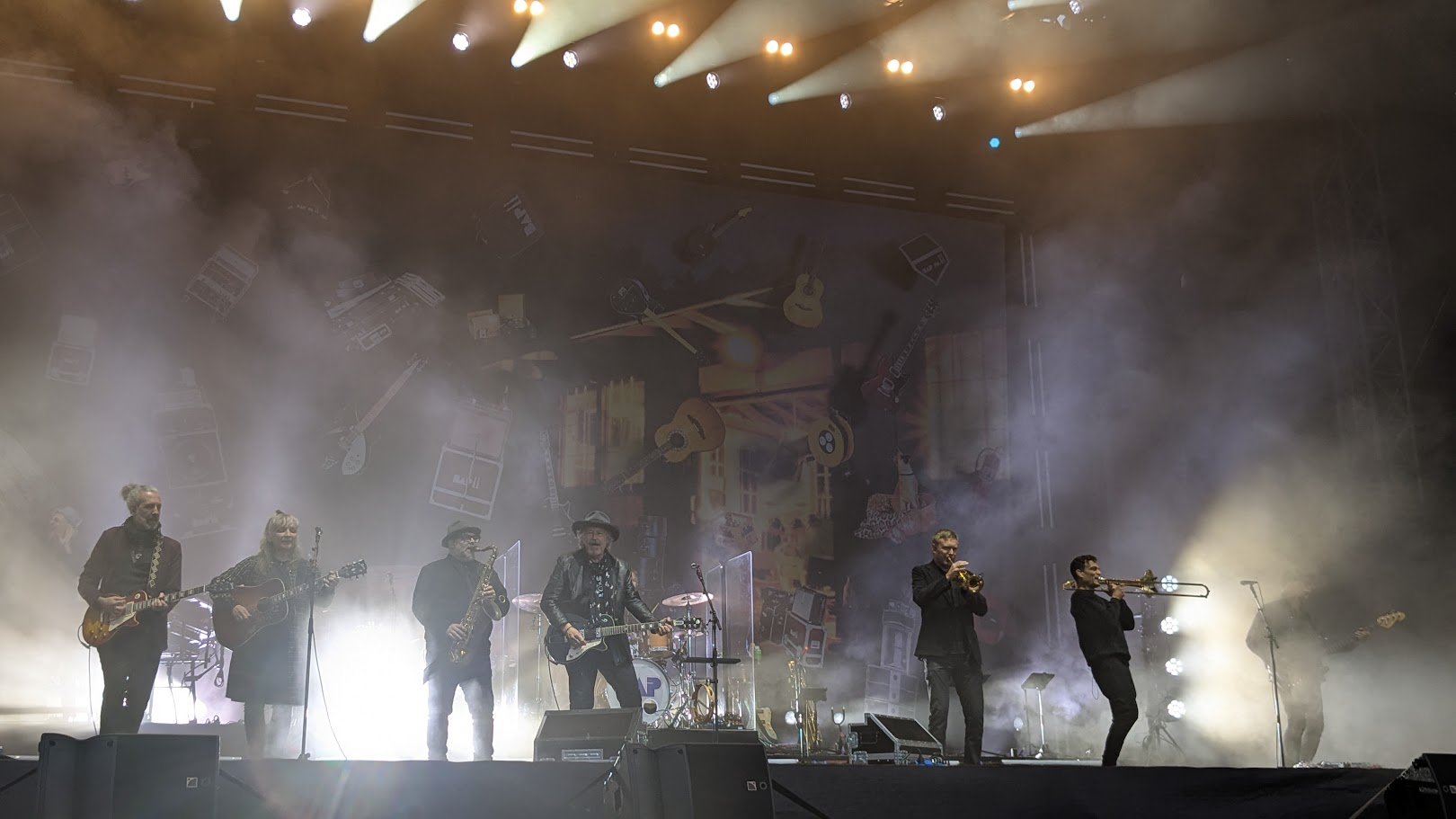
Niedeckens BAP (2025)

Mit dem 18. Studioalbum Alles fließt, das im September 2020 erschien, wurde für 2021 eine weitere Tournee angekündigt, die wegen der Coronavirus-Pandemie ausfiel. Bereits im April 2020 hatte BAP den Song Huh die Jläser, huh die Tasse früher als geplant veröffentlicht. Das Konzert zum 70. Geburtstag Niedeckens wurde in das Jahr 2022, 70+1, verschoben.
Im Dezember 2023 spielte die Band vier Konzerte in den Kölner Sartory-Sälen. Sie standen unter dem Titel Zeitreise und umfassten die Anfang der 80er Jahre aufgenommenen Alben Für Usszeschnigge! und Vun drinne noh drusse. Die Konzertreihe wurde 2024 fortgesetzt – dabei wurden nun auch Songs des Albums zwesche Salzjebäck un Bier in die Setliste aufgenommen – und dauerte bis zum Tour-Abschlusskonzert im August 2025 in Bonn. Im Juli 2025 trat BAP erstmals bei Wacken Open Air auf. Für Juli 2026 ist zum 50-jährigen Bandjubiläum ein Konzert im Kölner Rheinenergiestadion geplant.

## Auslandsauftritte
BAP ist im Laufe der fast 50-jährigen Bandgeschichte weltweit in zahlreichen Ländern aufgetreten. Nachdem sich die Bandmitglieder anfangs kaum hatten vorstellen können, dass ihre kölschen Texte („Tankstellen-Kölsch“) außerhalb des Rheinlandes verstanden würden, wurden ihre Platten weit darüber hinaus verkauft. Dadurch waren auch im Ausland Tourneen möglich.
Die ersten Auftritte außerhalb der Bundesrepublik waren im Dezember 1982 in der Schweiz (Basel und St. Gallen) und bis Mitte der 1980er Jahre in Österreich, Luxemburg, Belgien und Dänemark (Roskilde-Festival). Seitdem gehören Auftritte in diesen Nachbarländern zum Bestandteil jeder Tournee.
Spätere Fernreisen wurden zumeist als Begleitung zu künstlerischen oder politischen Themen organisiert; häufig war nicht die komplette Gruppe unterwegs; manchmal auch nur Niedecken alleine oder in Begleitung von Musikern seiner Soloprojekte:
- Mit einigen Gästen tourte BAP im Oktober 1987 vier Wochen durch die Volksrepublik China. Acht Auftritte wurden in Peking, Shanghai und Kanton absolviert.[29]
- Die politischen Veränderungen in der Sowjetunion unter Gorbatschow machten es möglich, dass BAP im Mai 1989 je drei Konzerte in Moskau und Wolgograd gab.[30] Dort kamen die Musiker auch mit Fans aus der DDR ins Gespräch. Nachdem die BAP-Tour durch Ostdeutschland 1984 abgesagt worden war, war der Umweg über die UdSSR die einzige Möglichkeit, als DDR-Bürger mit der Band zu sprechen.

## Sonstiges
- Zu den Utensilien, die bei jedem Auftritt von BAP dabei sind, gehört eine Art Klappaltar. Im ausgeklappten Zustand ist erkennbar, dass die drei Innenseiten – einem Triptychon ähnlich – mit Fotos, Postkarten, kleinen Gemälden, Saiten, Plektrons, Reisesouvenirs und Figuren, Ansteckern, Aufklebern, Schlüsselanhängern und ähnlichem Tand ausnehmend bunt gestaltet sind. Zentrales Objekt ist ein Foto, das Ron Wood, Bob Dylan und Keith Richards beim gemeinsamen Gitarrenspiel zeigt. Es entstand während der Sessions anlässlich des Live-Aid-Konzerts 1985 und ist inzwischen ob der Menge der Objekte kaum noch zu erkennen. Bei jedem BAP-Konzert verharren alle Bandmitglieder im Backstage-Bereich kurz vor dem Betreten der Bühne am beleuchteten „Altar“, trinken gemeinsam je ein kleines Glas Grappa und huldigen damit ihren „Heiligen Drei Königen des Rock ’n’ Roll“, auf dass sie dafür sorgen mögen, dass der Auftritt gut wird.[31]
- Der BAP-Titel Für ne Moment aus dem 99er Album Comics & Pin-Ups wurde bereits dreimal von Niedecken zu Ehren des 1. FC Köln in FC jeff Jas umgedichtet. Im Original erschien dieser Titel im Jahr 1998 anlässlich der 50-Jahr-Feier des 1. FC Köln auf CD, gesungen von Niedecken, Guildo Horn und Stefan Raab. Im Jahr 2000 erschien dann eine spezielle Aufstiegsversion, um den Aufstieg des 1. FC Köln im gleichen Jahr zu feiern; 2003 erschien nochmals eine abgeänderte Version auf CD.
- 2002 drehte der mit Niedecken befreundete Regisseur Wim Wenders den Kinofilm Viel passiert – Der BAP Film, eine Dokumentation über die Band und ihr Selbstverständnis.
- Eine in der Musikszene ungewöhnliche Besonderheit ist der Umstand, dass der langjährige Toningenieur der Band, Hans „Fonz“ Wollrath, der für den Sound bei Konzerten zuständig war, bis zu seinem Ausscheiden 1999 stets als vollwertiges Bandmitglied geführt wurde, obwohl er kein Instrument spielte und nicht auf der Bühne stand.
- Im November 2006 wurde die BAP-KVB-Stadtbahn eingeweiht, die seitdem durch Köln fährt. Auf ihr zu sehen ist das Cover des Albums Dreimal zehn Jahre, also die Wandlung von den jungen zu den älteren Bandmitgliedern.[32]
- 1982 nahmen einige Bandmitglieder von BAP zusammen mit dem Künstler Joseph Beuys den Song Sonne statt Reagan auf, jedoch ohne Niedeckens Zutun, der erst durch einen TV-Auftritt seiner Kollegen mit Beuys und dem Song in der Fernsehsendung Bananas von der Umsetzung des Projekts erfahren hatte.[33]

## Bandmitglieder

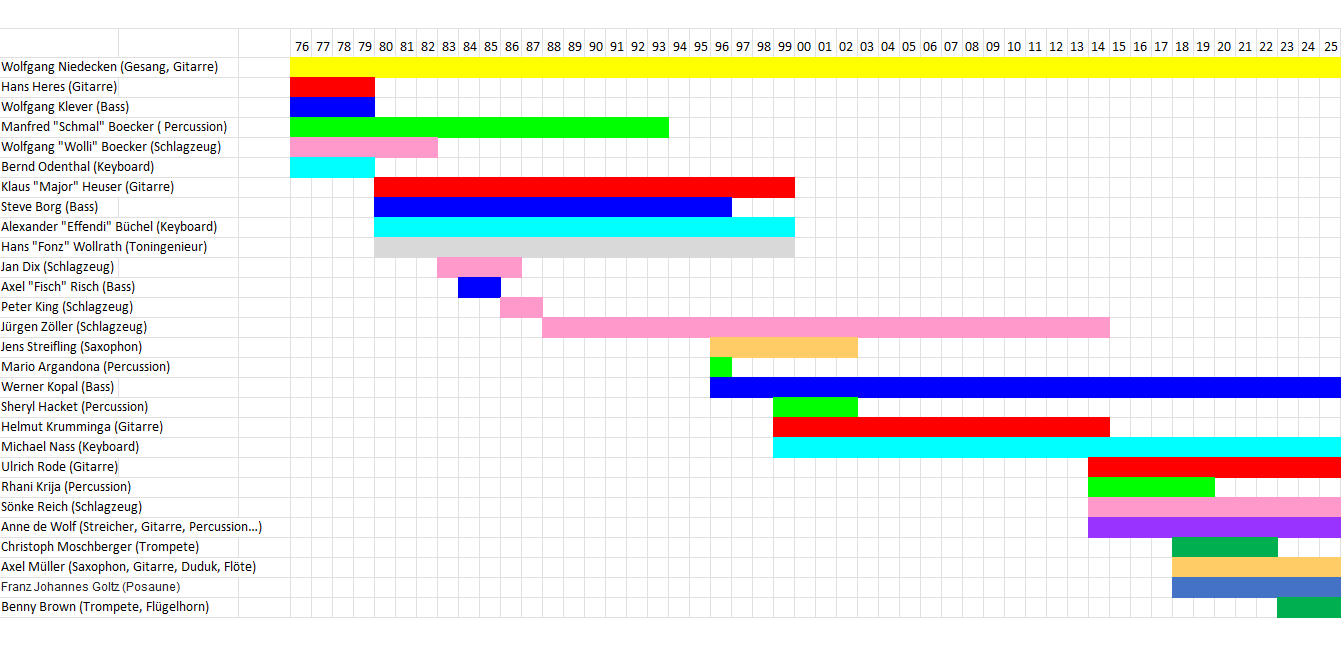

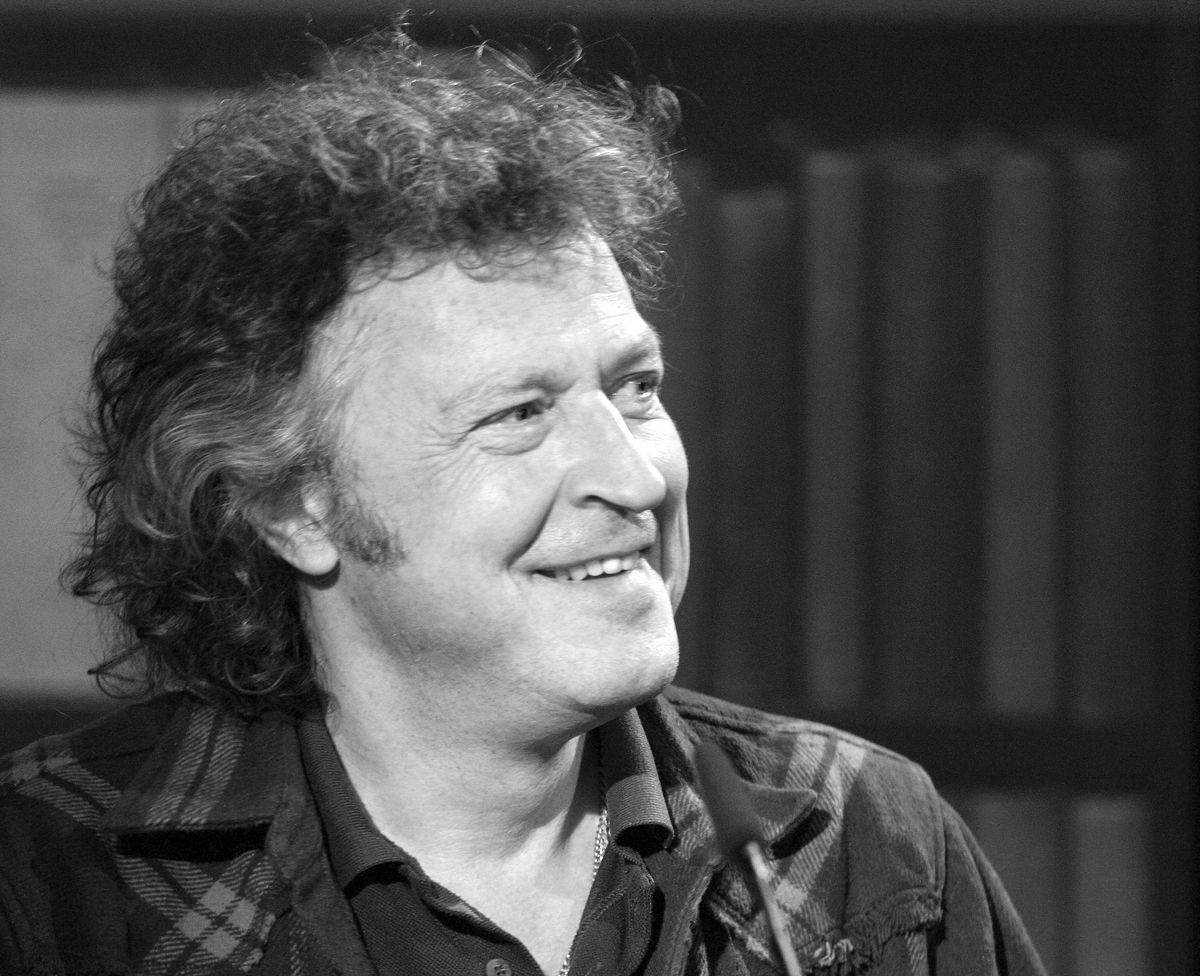
Wolfgang Niedecken 2008 (1976–heute)
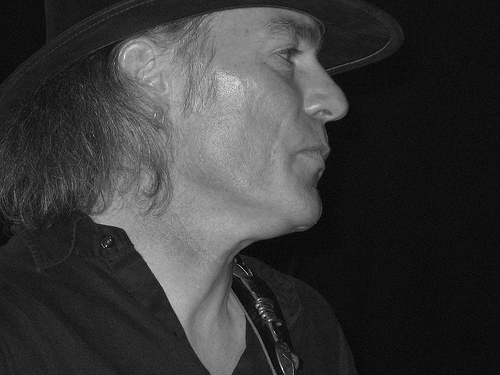
Klaus Heuser 2006 (1980–1999)
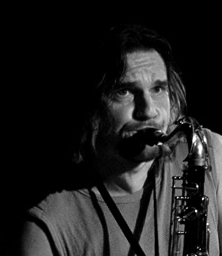
Jens Streifling 2006 (1996–2002)
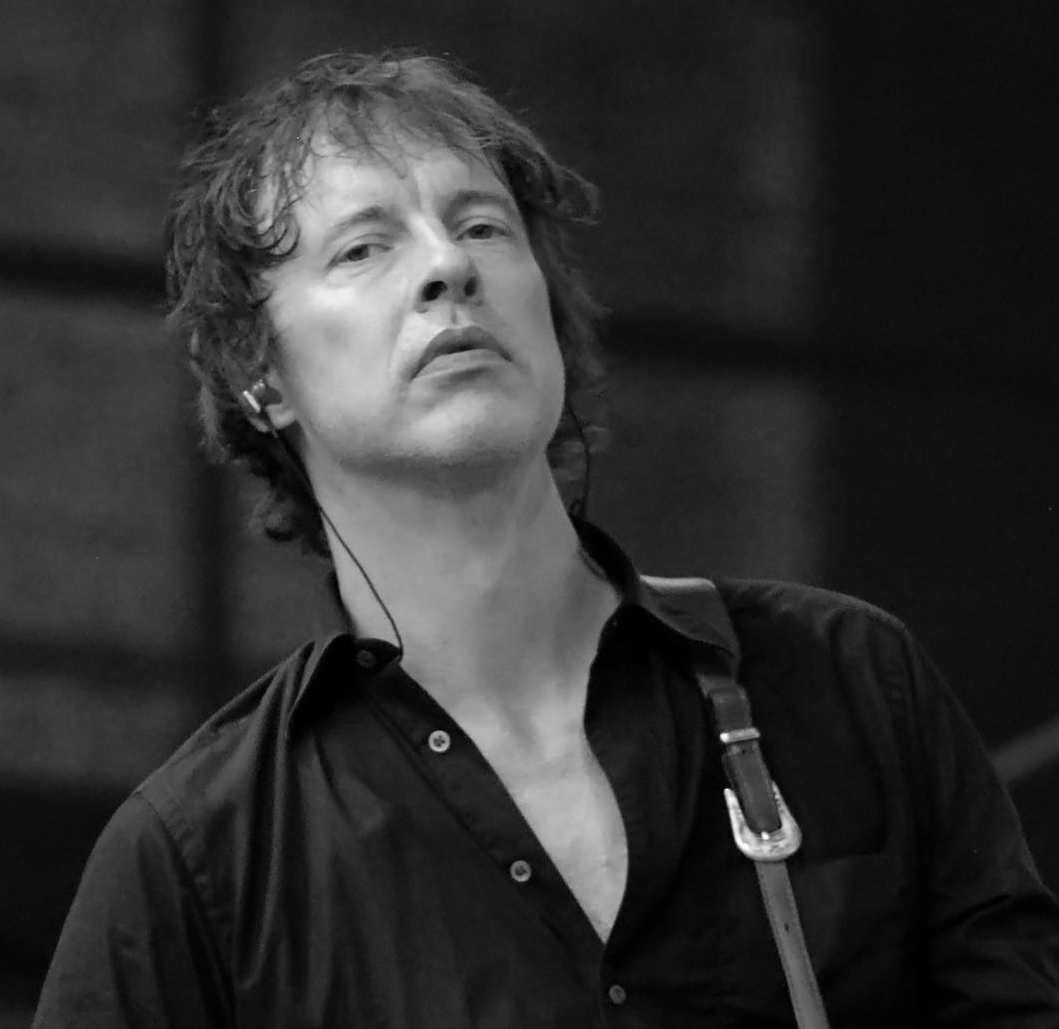
Helmut Krumminga 2009 (1999–2014)

### Gastmusiker
Auf den ersten beiden Alben wirkte der Multi-Instrumentalist Büdi Siebert mit: Auf Wolfgang Niedecken’s BAP rockt andere kölsche Leeder spielt er Querflöte und Saxophon, auf Affjetaut Saxophon. Bei den Aufnahmen zum ersten Album wirkte darüber hinaus Wolfgang Hamm an der Violine mit. Der Deutsch-Brasilianer Fred Dressel spielte 1980/81 im Wechsel mit dem aus beruflichen Gründen eigentlich ausgestiegenen Bernd Odenthal die Keyboards, bis mit „Effendi“ Büchel ein Nachfolger gefunden wurde; auf dem Album Affjetaut hilft Matthias Keul an den Tasteninstrumenten aus. Auf der Tournee zum Album Zwesche Salzjebäck un Bier vertrat Axel „Fisch“ Risch, der Gitarrenroadie der Band, den mit gebrochenem Finger ausfallenden Steve Borg am Bass.
In den 80er Jahren wurde die Band auf Konzerten, vor allem während der Tour zum Album Ahl Männer, aalglatt, oftmals von ihrem anfänglichen Roadie Christian „Kalau“ Keul als Instrumentalist (Trompete, Gitarre, Saxophon, Perkussion) und Backgroundsänger unterstützt. Curt Cress ersetzte Jan Dix während der Aufnahmen zu Ahl Männer, aalglatt als Studio-Schlagzeuger, Christian Schneider spielte auf der Tour zu diesem Album Saxophon und Keyboard. Während der China-Tour spielt Saxophonist Richard Wester aus der Band von Ulla Meinecke mit BAP. Auf der LP X für 'e U sowie auf der zugehörigen Tour musizierte Julian Dawson als Gitarrist und an der Mundharmonika. Almut Ritter unterstützte die Band auf der Tonfilm-Tour an der Violine.
Anne de Wolff begleitet die Band seit 2006 bei nahezu allen Auftritten an der Geige/Viola und als Backgroundsängerin. Seit 2008 unterstützt der Perkussionist Rhani Krija BAP als Studiomusiker sowie bei einzelnen Konzerten; er spielt auch die Akustik-Tournee BAP zieht den Stecker (2014) mit der Band. Auf dem Album Radio Pandora (2008) wirkte Jo Steinebach an der Pedal-Steel-Gitarre mit. Bei der Tournee BAP zieht den Stecker (2014) wurde Helmut Krumminga, der aus privaten Gründen nicht an der Tour teilnahm, von Ulrich Rode vertreten. Seit dieser Tournee und dem folgenden Studioalbum zählen De Wolff und Rode zur Kernbesetzung der Band. Auf der Tournee 2018 vertrat Marius Goldhammer den erkrankten Werner Kopal am Bass.
Als Chorsängerinnen fungierten unter anderem Claudia Hess (1987), Karen Schweitzer-Faust (1987–1991) und Renate Otta (1990–1991). Auf dem Titel Weihnachtnaach (1996), einem Pogues-Cover, war Nina Hagen die Duettpartnerin Niedeckens. Das 2005 produzierte Doppel-Album Dreimal zehn Jahre zum 30-jährigen Band-Jubiläum wurde mit vielen Gästen eingespielt: Thomas D, Laith Al-Deen, Culcha Candela, Nino Skrotzki (Virginia Jetzt!), Xavier Naidoo, Meret Becker, Henning Wehland (H-Blockx), Hubert von Goisern, Marta Jandová (Die Happy) und Ray Davies (The Kinks).

## Diskografie
Studioalben

| Jahr | Titel                                                                             | Höchstplatzierung, Gesamtwochen/‑monate, AuszeichnungChartplatzierungen (Jahr, Titel, Platzierungen, Wochen/Monate, Auszeichnungen, Anmerkungen) | Höchstplatzierung, Gesamtwochen/‑monate, AuszeichnungChartplatzierungen (Jahr, Titel, Platzierungen, Wochen/Monate, Auszeichnungen, Anmerkungen) | Höchstplatzierung, Gesamtwochen/‑monate, AuszeichnungChartplatzierungen (Jahr, Titel, Platzierungen, Wochen/Monate, Auszeichnungen, Anmerkungen) | Anmerkungen                                                  |
| Jahr | Titel                                                                             | DE | AT | CH | Anmerkungen                                                  |
| ---- | --------------------------------------------------------------------------------- | --- | --- | --- | ------------------------------------------------------------ |
| 1979 | Wolfgang Niedecken’s BAP rockt andere kölsche Leeder als Wolfgang Niedecken’s BAP | DE21 Gold · (10 Wo.)DE | — | — | Erstveröffentlichung: November 1979 Verkäufe: + 250.000      |
| 1980 | affjetaut als Wolfgang Niedecken’s BAP                                            | DE11 Gold · (16 Wo.)DE | — | — | Erstveröffentlichung: November 1980 Verkäufe: + 250.000      |
| 1981 | für usszeschnigge!                                                                | DE1 ×2Doppelplatin · (81 Wo.)DE | — | — | Erstveröffentlichung: 12. Oktober 1981 Verkäufe: + 1.000.000 |
| 1982 | vun drinne noh drusse                                                             | DE1 ×2Doppelplatin · (42 Wo.)DE | — | — | Erstveröffentlichung: 30. August 1982 Verkäufe: + 1.000.000  |
| 1984 | Zwesche Salzjebäck un Bier                                                        | DE1 Gold · (36 Wo.)DE | AT17 (1 Mt.)AT | CH4 (11 Wo.)CH | Erstveröffentlichung: 27. Mai 1984 Verkäufe: + 250.000       |
| 1986 | Ahl Männer, aalglatt                                                              | DE1 Gold · (35 Wo.)DE | AT7 (3½ Mt.)AT | CH2 (11 Wo.)CH | Erstveröffentlichung: 27. Januar 1986 Verkäufe: + 250.000    |
| 1988 | Da Capo                                                                           | DE1 Platin · (27 Wo.)DE | — | CH2 Gold · (12 Wo.)CH | Erstveröffentlichung: 28. August 1988 Verkäufe: + 525.000    |
| 1990 | X für ’e U                                                                        | DE1 Platin · (33 Wo.)DE | — | CH12 (10 Wo.)CH | Erstveröffentlichung: 28. Oktober 1990 Verkäufe: + 500.000   |
| 1993 | Pik Sibbe                                                                         | DE2 Gold · (27 Wo.)DE | — | CH14 (7 Wo.)CH | Erstveröffentlichung: 30. August 1993 Verkäufe: + 250.000    |
| 1996 | Amerika                                                                           | DE2 Gold · (20 Wo.)DE | — | CH17 (7 Wo.)CH | Erstveröffentlichung: 19. August 1996 Verkäufe: + 250.000    |
| 1999 | Comics & Pin-Ups                                                                  | DE1 (18 Wo.)DE | — | CH27 (6 Wo.)CH | Erstveröffentlichung: 24. Januar 1999                        |
| 1999 | Tonfilm                                                                           | DE2 (8 Wo.)DE | — | — | Erstveröffentlichung: 13. September 1999                     |
| 2001 | Aff un zo                                                                         | DE1 Gold · (16 Wo.)DE | — | CH27 (7 Wo.)CH | Erstveröffentlichung: 10. Juni 2001 Verkäufe: + 150.000      |
| 2004 | Sonx                                                                              | DE3 Gold · (12 Wo.)DE | — | CH66 (3 Wo.)CH | Erstveröffentlichung: 28. Februar 2004 Verkäufe: + 100.000   |
| 2008 | Radio Pandora                                                                     | DE1 (15 Wo.)DE | — | CH53 (1 Wo.)CH | Erstveröffentlichung: 16. Mai 2008                           |
| 2011 | Halv su wild                                                                      | DE3 (11 Wo.)DE | AT72 (1 Wo.)AT | CH57 (3 Wo.)CH | Erstveröffentlichung: 25. März 2011                          |
| 2016 | Lebenslänglich als Niedeckens BAP                                                 | DE3 (23 Wo.)DE | AT38 (1 Wo.)AT | CH17 (1 Wo.)CH | Erstveröffentlichung: 15. Januar 2016                        |
| 2020 | Alles fließt als Niedeckens BAP                                                   | DE2 (17 Wo.)DE | AT26 (1 Wo.)AT | CH9 (4 Wo.)CH | Erstveröffentlichung: 18. September 2020                     |

grau schraffiert: keine Chartdaten aus diesem Jahr verfügbar

## Auszeichnungen
- 1982 – Bronzener Bravo Otto
- 2002 – DVD Champion in der Kategorie Musik für Övverall